# Zadnia Sieczkowa Przełączka

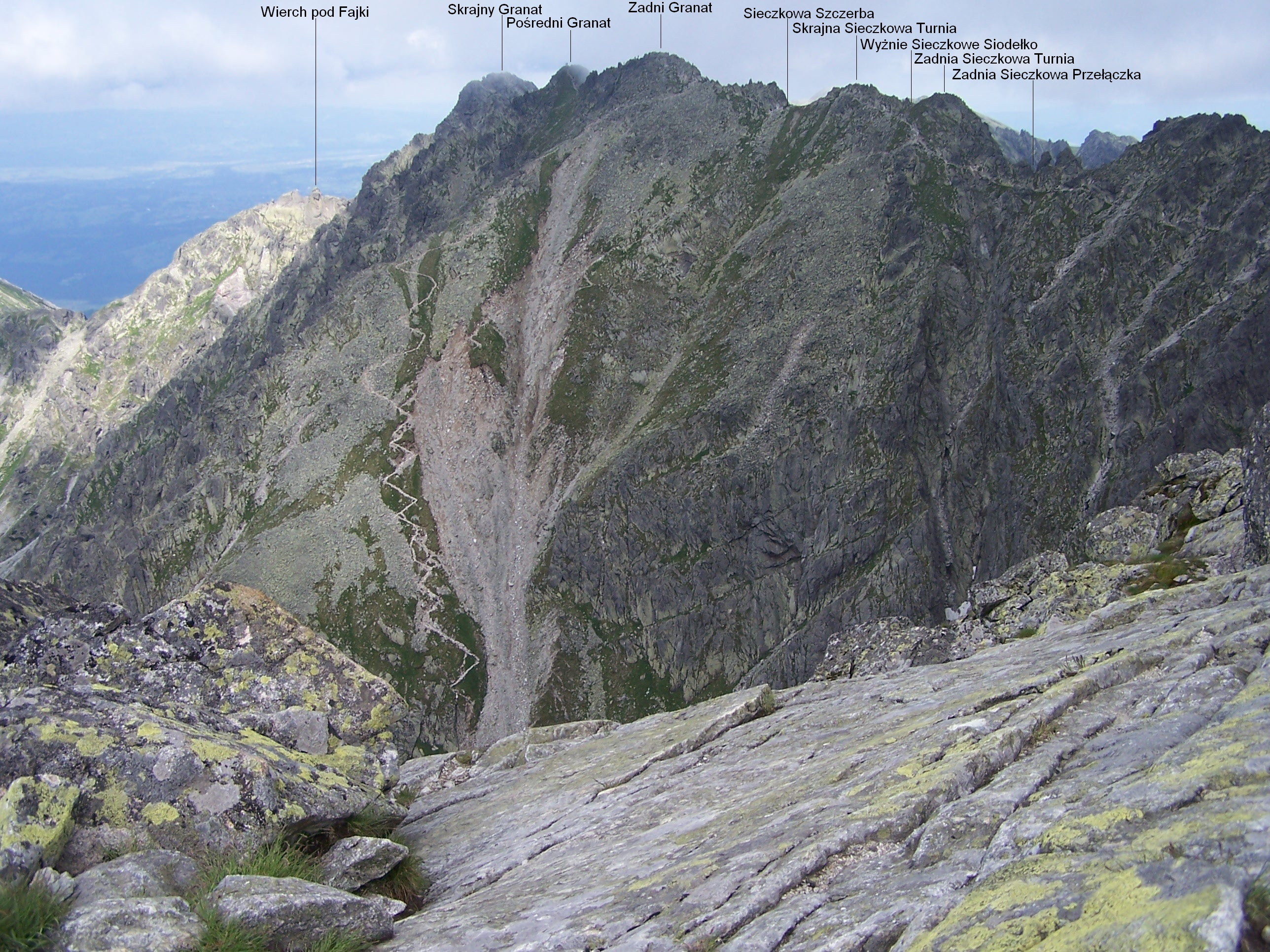
Zadnia Sieczkowa Przełączka wśród opisanych obiektów

Zadnia Sieczkowa Przełączka (niem. Hintere Sieczka-Scharte, słow. Zadná Sieczkova štrbina, węg. Hátsó-Sieczka-csorba) – jedna z trzech Sieczkowych Przełączek położonych w długiej wschodniej grani Świnicy w polskich Tatrach Wysokich, w pobliżu Orlej Perci. Niektóre źródła podają nazwę Czarnościenna Przełęcz. Siodło znajduje się na wysokości 2194 lub ok. 2185 m.

## Topografia
Na południu przełęcz graniczy z odcinkiem grani nazywanym Czarnymi Ścianami, na północy z Zadnią Sieczkową Turnią – jedną z trzech Sieczkowych Turni. Jest najniższym punktem pomiędzy Kozim Wierchem a Zadnim Granatem. Składa się z trzech siodełek, pomiędzy którymi sterczą w grani skalne zęby. Najniższe z nich jest południowe, położone najbliżej Czarnych Ścian. Na zachód od przełęczy znajduje się Dolinka Kozia, górne piętro Doliny Czarnej Gąsienicowej, natomiast na wschód stoki spadają do Dolinki Buczynowej, odnogi Doliny Roztoki. W obie strony z Zadniej Sieczkowej Przełączki zbiegają depresje, w niższych partiach przekształcające się w żleby. W środkowym fragmencie żlebu zachodniego tkwi skalista grzęda.

## Turystyka i taternictwo
Wzdłuż grani w obrębie Zadniej Sieczkowej Przełączki i położonych dalej na północ Granatów prowadzi trasa Orlej Perci, pokonywana najczęściej w kierunku od Zawratu na Krzyżne (odcinek Zawrat – Kozi Wierch jest jednokierunkowy). Od czasów wytyczenia szlaku masyw zyskał na popularności wśród turystów. Orla Perć nie przebiega przez Czarne Ściany i Sieczkowe Turnie, ale trawersuje je po stronie Dolinki Koziej od zachodu. Na Zadni Granat wyprowadza zielony szlak łącznikowy, rozpoczynający się ponad Zmarzłym Stawem Gąsienicowym przy szlaku na Kozią Przełęcz. Wejście na Zadnią Sieczkową Przełączkę żlebem zachodnim ma trudność I w skali UIAA, wschodnim – I z odcinkiem IV.

## Historia i nazewnictwo
Pierwszymi udokumentowanymi zdobywcami szczytów Granatów byli Eugeniusz Janota i Bronisław Gustawicz wraz z przewodnikiem Maciejem Sieczką. Nie byli oni jednak pierwsi na wierzchołkach – znaleźli oni podczas wyprawy 19 września 1867 r. na Skrajnym Granacie ślady wcześniejszego pobytu człowieka. Od nazwiska Macieja Sieczki pochodzą nazwy trzech Sieczkowych Przełączek (Zadniej, Pośredniej i Skrajnej). Przełęcz długo nie miała własnej nazwy, nie jest ona np. wymieniona w 2. tomie przewodnika Witolda Henryka Paryskiego Tatry Wysokie. Autorem nazw Sieczkowych Przełączek, wprowadzonych w 1961 r., był Ryszard Schramm. Sieczkowe Turnie zostały natomiast nazwane przez Władysława Cywińskiego w 18. tomie przewodnika Tatry. W atlasie satelitarnym Tatr i Podtatrza występują nieużywane w innych publikacjach nazwy Czarnościenna Przełęcz i Zazadni Granat (na określenie Skrajnej Sieczkowej Turni).

## Szlaki turystyczne
– czerwony (Orla Perć) przebiegający granią główną z Zawratu przez Kozi Wierch, Granaty i Buczynowe Turnie na Krzyżne.
- Czas przejścia całej trasy z Zawratu na Krzyżne: 6:40 h
- Czas przejścia całej trasy z Krzyżnego na Kozi Wierch (część Zawrat – Kozi Wierch jest jednokierunkowa!): 3:35 h
- Czas przejścia z Koziego Wierchu na Zadni Granat: 1:15 h, z powrotem tyle samo
- Czas przejścia z Zadniego Granatu na Skrajny Granat: 20 min, z powrotem tyle samo.